# Comté de Box Elder
Pour les articles homonymes, voir Box Elder.
Le comté de Box Elder est l'un des vingt-neuf comtés de l’État de l'Utah, aux États-Unis.
Son siège et sa plus grande ville est Brigham City. Il doit son nom à l’érable negundo (box elder en anglais).